# Nashornviper
Die Nashornviper (Bitis nasicornis) zählt als Echte Viper (Viperinae) zur Familie der Vipern (Viperidae).

## Merkmale

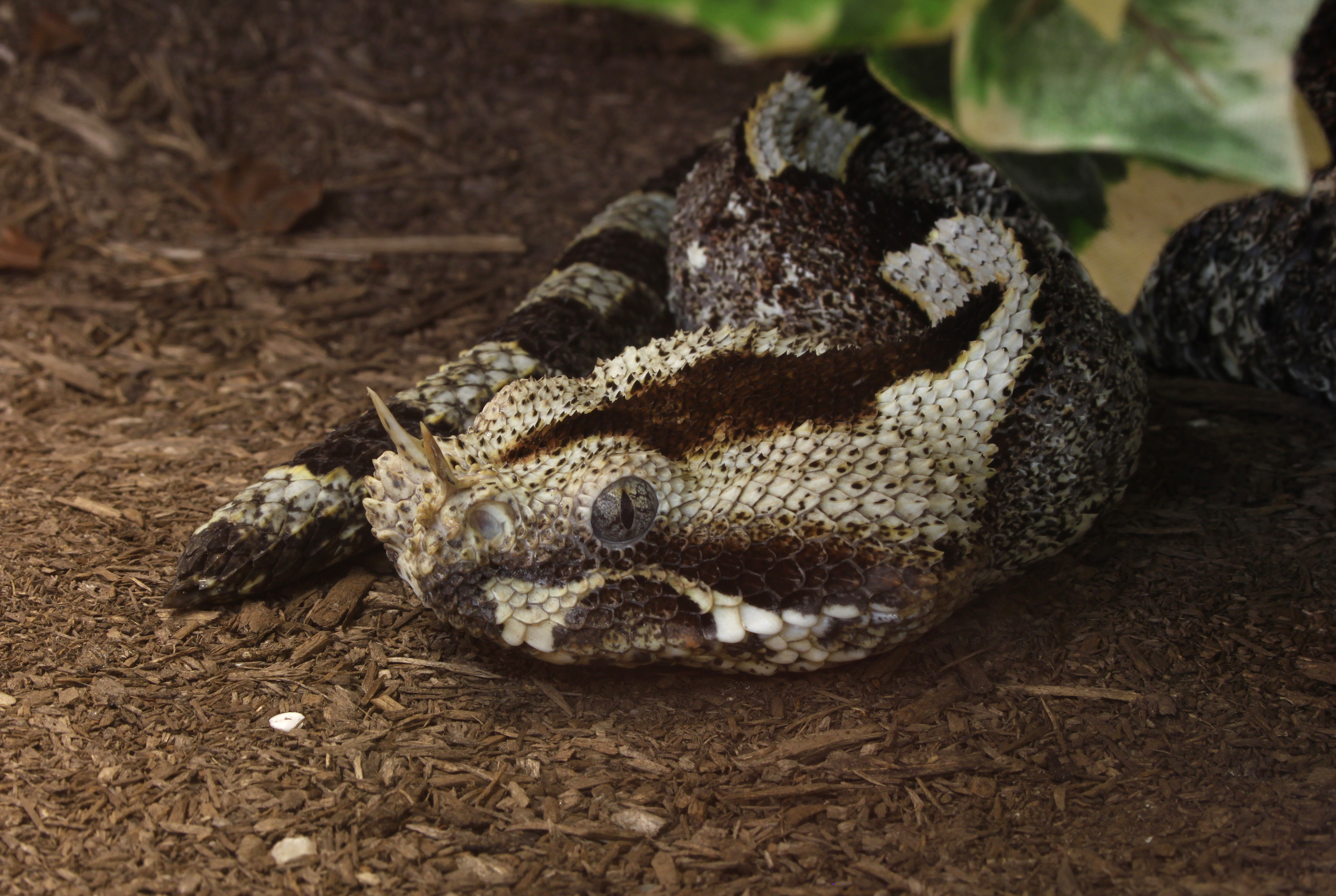
B. nasicornis, Detail: Kopf

Die Nashornviper weist einen gedrungenen Körperbau auf, die Gesamtlänge beträgt 90 bis 120 cm. Der bei Aufsicht dreieckig geformte Kopf setzt sich deutlich vom Hals ab. Die Pupillen sind bei Lichteinfall senkrecht geschlitzt. Die Schnauzenspitze trägt zwei bis drei paarige Hörner, die von aufgeworfenen Hornschuppen dargestellt werden. Der Schwanz ist kurz. Die Körperfärbung ist variabel. Den Rücken zeichnen braune, gelbe, weiße, blaue, rote, grüne und schwarze Muster verschiedener Formen (z. B. Rhomben, Quader, Dreiecke). Die dunkel gesprenkelte Bauchseite besitzt eine graugrüne Grundfärbung. Es zeigen sich folgende pholidotische Merkmale: 15 bis 19 Oberlippenschilde (Scutum supralabiale), die vom Auge durch 4 bis 5 Schuppenreihen getrennt sind, 19 bis 20 Unterlippenschilde (Scutum sublabiale), von denen die ersten vier bis sechs Schilde mit dem vorderen Kinnschild in Verbindung stehen, stark gekielte Körperschuppen, welche die Körpermitte in 35 bis 41 Reihen umgeben, 117 bis 137 Bauchschilde (Scutum ventrale) und 16 bis 32 Unterschwanzschilde (Scutum subcaudale) sowie ein ungeteiltes Analschild (Scutum anale).
Der Giftapparat ist typisch für alle Vertreter der Viperidae. Seitlich des Schädels befindliche Giftdrüsen, die evolutionsbiologisch von umgebildeten Speicheldrüsen dargestellt werden, stehen in Verbindung mit den Gift- bzw. Fangzähnen im vorderen Oberkiefer. Diese sind röhrenartig aufgebaut und ermöglichen eine Injektion des Giftsekretes wie durch die Kanüle einer Spritze. Bei geschlossenem Maul sind sie eingeklappt, beim Zubeißen werden sie aufgestellt (solenoglyphe Zahnstellung).

## Toxikologie
Die Toxinologie des Giftsekrets der Nashornviper ist wenig erforscht. Es ist davon auszugehen, dass das Toxingemisch Substanzen mit einem Einfluss auf die Hämostase enthält. Nach einem Biss beim Menschen können unspezifische Allgemeinsymptome (z. B. Kopfschmerz, Übelkeit, Emesis, Abdominalschmerzen, Diarrhoe, Schwindel, Schock, Krämpfe) auftreten. Lokal können Schmerzen, Schwellung, Ödem und Nekrose auftreten. Ein Giftbiss bewirkt Hämorrhagien mit zum Teil starkem Blutverlust. Eine Störung des Elektrolythaushalts kann unter anderem zu Herzrhythmusstörungen führen. Der Tod kann durch Asystolie im hypovolämischen Schock eintreten.
Die Pressure/Immobilization Technique sollte nicht angewandt werden, da dies zu einer ungleich stärkeren lokaltoxischen Wirkung führt. Es stehen mehrere wirksame Antivenine zur Therapie der Intoxikation zur Verfügung, beispielsweise Polyvalent Snake Antivenom (National Antivenom and Vaccine Production Centre, Saudi-Arabien), Antivipmyn Africa (Instituto Bioclon, Mexiko) oder SAIMR Polyvalent Antivenom (South African Vaccine Producers (Pty) Ltd, Südafrika). Die Therapie erfolgt darüber hinaus weitestgehend symptomatisch.

## Lebensweise
Bitis nasicornis führt eine weitgehend nachtaktive Lebensweise. Sie lebt überwiegend auf dem Boden, klettert gelegentlich aber auch im Geäst von Sträuchern und Bäumen. Allgemein ist die Schlange relativ träge und standorttreu. Die Nashornviper ist ein Ansitzjäger, zum Beutespektrum zählen in erster Linie kleinere Säugetiere. Die Fortpflanzung erfolgt durch Ovoviviparie. Zwischen Februar und April kann ein Weibchen 20 bis 40 Jungschlangen gebären, deren Länge 19 bis 26 cm beträgt.

## Verbreitung
Das Verbreitungsgebiet erstreckt sich über Süd-Sudan, das westliche Kenia, Uganda, Angola, Demokratische Republik Kongo (westlich, zentral und östlich), Republik Kongo, Gabun, Kamerun, Äquatorialguinea, Nigeria, Benin, Togo, Ghana, Elfenbeinküste, Liberia, Sierra Leone, Guinea, Zentralafrikanische Republik, Tansania und Sambia. Es werden Gebiete in bis zu 2700 m über dem Meeresspiegel bewohnt. Bitis nasicornis besiedelt feuchte Biotope innerhalb feucht-tropischer Waldgebiete, saisonal überflutete Sumpfwälder und die Uferzone von Flüssen.